# أحمد سليمان الأحمد
أحمد سليمان الأحمد (1926 - 1993) شاعر وأستاذ جامعي وناقد أدبي سوري من أهل القرن العشرين. ولد في قرية السلّاطة في اللاذقية. تتلمذ على والده سليمان الأحمد وهو شقيق الشاعر محمد سليمان الأحمد (بدوي الجبل). تابع أحمد الأحمد دراسته في الكلية العلمانية بطرطوس وتخرّج فيها عام 1942، وتابع تحصيله العالي فحصل على شهادة الدكتوراه في علم الاجتماع. هاجر إلى الأرجنتين ولم يُطل المقام فيها وعاد إلى وطنه. ثم تنقّل بين عدد من البلدان وعمل بالصحافة العربية والفرنسية، والتدريس الجامعي في عدد من الجامعات منها جامعة صوفيا. عثر عليه ميتاً في بلغاريا. له مؤلفات عديدة في الشعر والمسرح وعدد من الترجمات الأدبية.

## سيرته
ولد أحمد سليمان الأحمد في قرية السلاطة بمنطقة جبلة في محافظة اللاذقية السورية. هو ابن سليمان الأحمد وشقيق الشاعر محمد سليمان الأحمد. تتلمذ على والده وتابع تحصيله في طرطوس وتخرّج في الكلية العلمانية فيها عام 1942 مجازًا في الأدب الفرنسي. نال درجة الدكتوراه في علم الاجتماع الأدبي في جامعة السوربون في باريس، ويعد أول عربي يحصل على شهادة دكتوراه العلوم في اللغة والآداب من أكاديمية العلوم بموسكو.

هاجر إلى الأرجنتين وعاش عامين في بوينس أيرس. شارك في الرابطة الأدبية العربية هناك وعمل في الصحافة العربية والفرنسية. عمل أيضًا في التدريس بجامعة صوفيا في بلغاريا وجامعتي دمشق والجزائر أستاذًا للأدب العربي الحديث والأدب الأوروبي في كلية الأدب.
شغل عضوية المكتب التنفيذي ومجلس الاتحاد في اتحاد الكتاب العرب وعيّن رئيسًا لجمعية الشعر في الاتحاد وقد رأس تحرير مجلة الآداب الأجنبية لمدة ثلاث سنوات وكان مؤسسها وهو نائب رئيس رابطة خريجي الدراسات العليا.

كتب كثيرًا في الصحافة اليومية والشهرية وللإذاعة والتلفزيون وله تآليف عديدة تبلغ الأربعين في الشعر والمسرحية والدراسات الأدبية والترجمات والمراجعات.

وجد ميتاً عام 1993 في بلغاريا.

## مؤلفاته
من دواوينه الشعرية:
- أغان صيفية، 1967
- الكلمة للشمس والشهد، 1967
- الرحيل إلى مدينة التذكار، 2970
- نوافذ البروج المضاءة، 1971، قامت بالترجمته أوديب بتي، أستاذة في الكوليج دي فرانس بباريس
- بستان السحب، 1973
- أوراد وحلم آخر في العيون، 1977
- للكلمات جهات تقصدها عمدا، 1979
- ويسألونك عن الشكل الأسمى، 1979

له في المسرح الشعري:
- مَمُّ وزين، 1945
- عريب أو المأمونية، 1947

له في الدراسات الأدبية:
- المسرح الشعري، 1967
- حول الشعر العربي الحديث، بالروسية، 1973
- هذا الشعر الحديث، 1975
- الشعر العربي والقضية الفلسطينية، 1973
- المجتمع في المسرح العربي الشعري

له ترجمات شعرية:
- الكوكب، 1959
- الديوان الفيتنامي، 1970
- الديوان البلغاري، 1970
- لي هي النجوم، 1975
- سيف دمشقي، 1975
- لا يستطيع أن يموت، 1977
- أغاني المحرك، 1967

## وصلات خارجية
- في موقع أرشيف المجلات